# 皇冠木紋龜
皇冠木紋龜（學名：Rhinoclemmys diademata）是木紋龜屬下的一種龜，發現於哥倫比亞、委內瑞拉。